# Wienertor

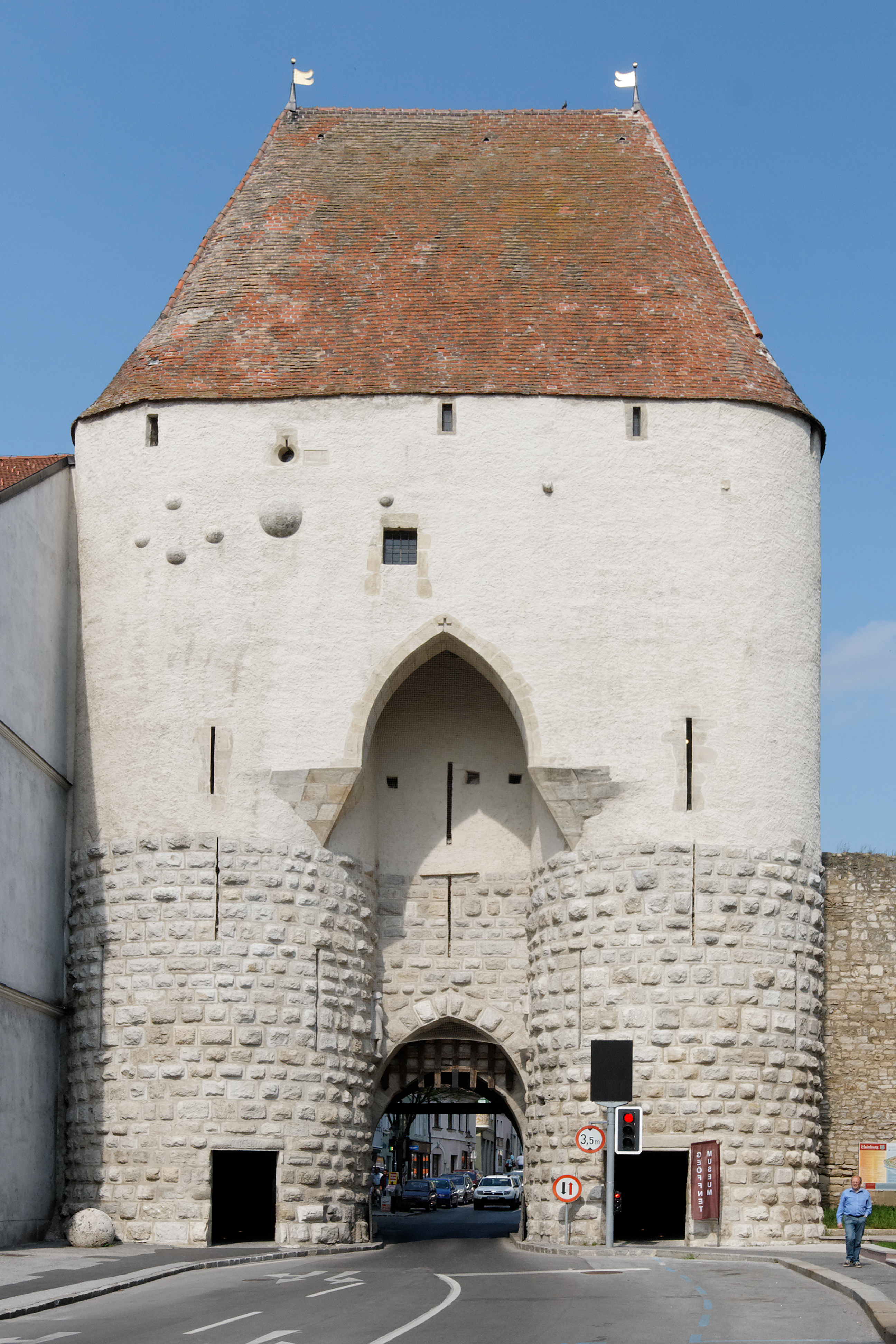
Außenseite des Wienertors

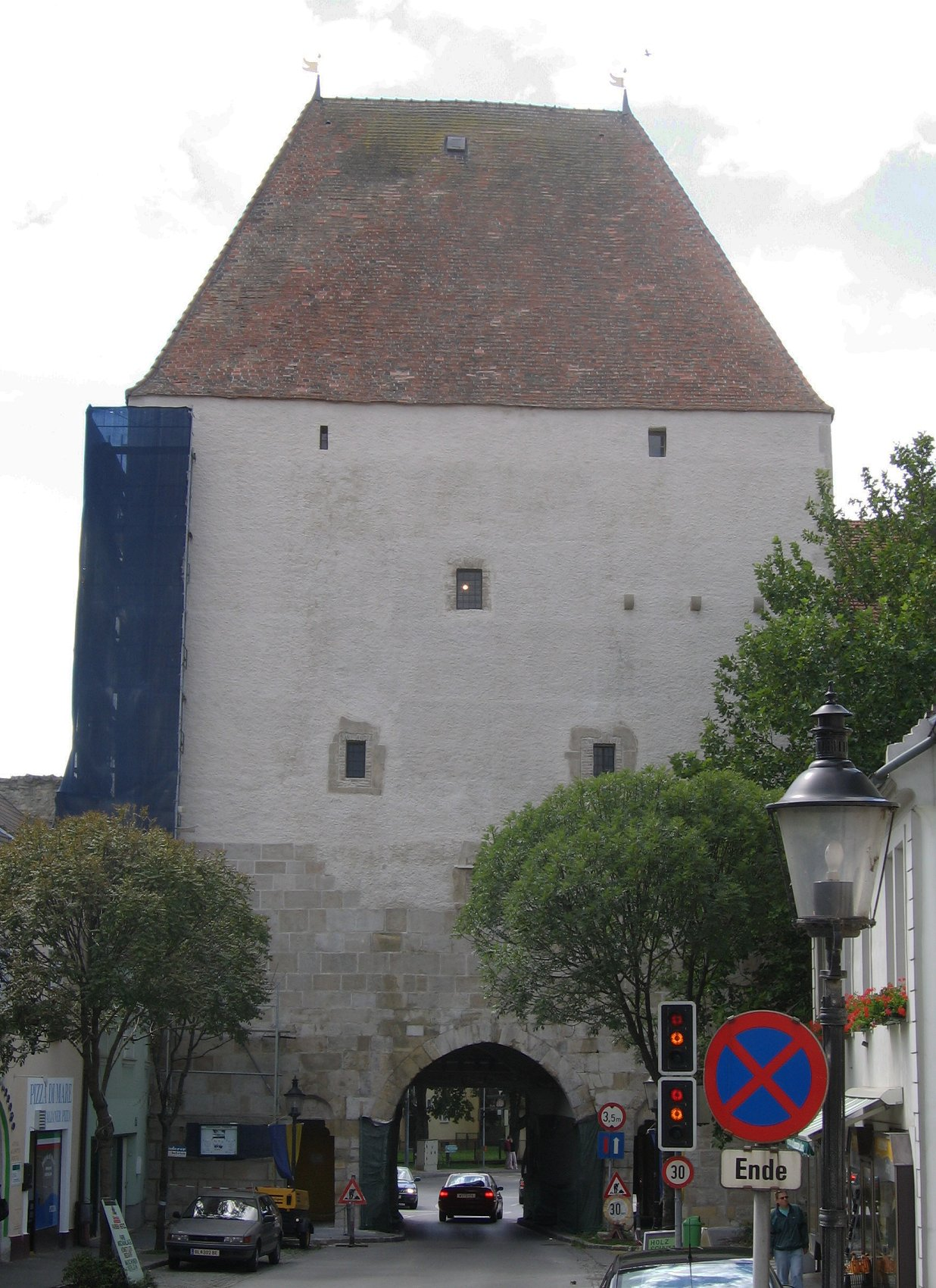
Innenseite

Das Wienertor, auch Wiener Tor, ist ein Teil der Stadtbefestigungen von Hainburg an der Donau. Es gilt als das größte erhaltene Stadttor aus dem Mittelalter in Europa.

## Baugeschichte
Das Wienertor geht vor allem auf zwei große Bauphasen des 13. Jahrhunderts zurück, in denen ein hochrepräsentatives Doppelturmtor errichtet und danach monumental überbaut wurde. Bereits das Doppelturmtor war in eine der Stadtmauer vorgelegte Zwingeranlage eingebunden. Sein Bautypus verweist ebenso wie der dossierte Sockel, die Fallgatter und die übermannshohen „Schießscharten“ auf Anregungen durch französische Befestigungsarchitektur. Die Werksteine der Quader- bzw. Buckelquaderschalen sind zumindest teilweise aus römischen Spolien gearbeitet. Steinmetzzeichen finden sich fast nur am äußeren Torbogen. Reste plastischer Fugenbänder auf den Randschlägen der Buckelquader des südlichen Vorbaues vermitteln eine hochinteressante Vorstellung der bauzeitlichen Wandgestaltung. Im gewölbten Raum nördlich der Durchfahrt blieb unter jüngeren Tünchen Quadermalerei erhalten. Vom ersten Obergeschoß aus konnten zwei Fallgatter bedient werden, die nach außen hin sehr bedrohlich wirkenden Langbogenscharten waren aber nicht für eine tatsächliche Verwendung eingerichtet.
Da sich die starken Zwischenmauern des Durchfahrtsgeschoßes anscheinend nicht im ersten Obergeschoß fortsetzten, ist von einer einheitlichen Traufhöhe des Doppelturmtores auszugehen. Möglich (und sehr verlockend) erscheint eine frühe Errichtung in den letzten Regierungsjahren Herzog Leopolds VI. Einige Befunde unterstützen allerdings eine spätere Bauzeit und so fällt die Datierung – um 1225/65 – vorerst recht ungenau aus. Ein an der Südseite mit einbezogener Rest von Bruchsteinmauerwerk gehört vielleicht einem Vorgängerbau, zumindest aber einer älteren Bauetappe an.
Die frühgotische Überbauung des Doppelturmtores ist aufgrund der Mauertechnik in die zweite Hälfte des 13. Jahrhunderts zu setzen. Sie umfasste zwei Wehrgeschoße und einen abschließenden, wahrscheinlich überdachten Wehrboden mit Zinnenbrüstung. Falls die dendrochronologisch datierten Balken aus dieser Bauphase nicht wieder verwendet sind, so war es König-Herzog Ottokar, der den Umbau in den Jahren um 1265 vornehmen ließ. Auf eine erste und besonders spektakuläre Planungsvariante weisen zwei an den halbrunden Vorbauten eingesetzte Werksteine von Konsolkonstruktionen hin. Sie belegen, dass das Doppelturmtor anfänglich einen rechteckigen Aufbau erhalten sollte. Statische Schwierigkeiten oder Bedenken dürften dann aber dazu geführt haben, dass nur die Spitzbogenkonstruktion zwischen den Vorbauten verwirklicht wurde. Das erste Obergeschoß erhielt stadtseitig, wo die große Nische des Fallgatters adaptiert werden musste, ein profiliertes Biforenfenster. Zwei weitere Biforenfenster wurden – gleichfalls stadtseitig – in das zweite Obergeschoß eingebaut. An diesem fallen feldseitig drei übermannshohe Bogenscharten auf. Portale zu den Wehrgängen der Stadtmauer fehlen, zumindest der bergseitig anschließende Wehrgang konnte aber über ein kleines Werksteinfenster eingesehen werden. Die besten Möglichkeiten der Verteidigung bot das dritte Obergeschoß. Hier öffnete sich einerseits der große, durch die Überbauung des Torweges entstandene Schacht, von dem aus Steine und andere schwere Gegenstände herabgestürzt werden konnten, um Angriffe auf Tor und Fallgatter zu bekämpfen. Andererseits bestand feldseitig ein hölzerner Außenwehrgang. Von ihm blieben das Ausgangsportal, einige Balken bzw. deren Abdrücke sowie zwei Konsolen des Dachansatzes erhalten; ein Balken wurde im Winterhalbjahr 1265/66 gefällt. An der Südseite finden sich Reste eines Aborterkers und einer mittig in die Mauer eingebauten Steinrinne. Genau gegenüber lässt sich auch donauseitig eine abgemauerte Steinrinne nachweisen. Es liegt nahe, einen Zusammenhang mit der Entwässerung von nach innen geneigten Dachflächen zu sehen, wodurch das Geschoß gleichzeitig mit Nutzwasser versorgt werden konnte. Die den Torbau abschließende Zinnenbrüstung zeigt sich mit Ausnahme der Ostseite und des Bereiches um die Schlüsselscharte in der Bausubstanz durchwegs erhalten. Weniger eindrucksvoll – aber gut vergleichbar – ist der frühgotische Ausbau des auf der anderen Stadtseite gelegenen Ungartores. Auch hier war es wahrscheinlich Ottokar, der einen vorwiegend repräsentativ angelegten Torbau wehrhaft umgestalten ließ. Sind die Bauhölzer des Wienertores aber doch wieder verwendet, so wären aus historischer und bauhistorischer Sicht die Jahre um 1280 als mögliche Zeit der Verstärkung der Tore ins Auge zu fassen.
Die beiden frühgotischen „Ritterskulpturen“, die nachträglich in die Buckelquaderschalen seitlich oberhalb der Durchfahrt eingearbeitet wurden, sind vermutlich um 1260/90 entstanden. Ihre einzigartige Stellung in der Baukunst des Herzogtums würde eine genauere kunsthistorische Untersuchung verdienen. Ungeklärt ist auch die Frage ihrer ursprünglichen Aufstellung bzw. ihrer Beziehung zu den Bauphasen des 13. Jahrhunderts.
Im späten 15. oder im 16. Jahrhundert wurde die Zinnenbrüstung des Wienertores massiv verstärkt, um eine neue, monumentalere Dachkonstruktion aufsetzen zu können. Die gleichzeitige Adaptierung der Mauern umfasste unter anderem eine feldseitige Schlüsselscharte und eine sichere Feuerstelle. Anstelle des abgebrochenen Wehrganges ließ man sechs Steinkugeln in die Außenschale des Tores einsetzen, denen sicherlich apotropäische Wirkung zukam. Der gemauerte Torzwinger ist nicht mehr erhalten. Entsprach er dem des Ungartores, so ging er spätestens auf die Jahre um 1520/30 zurück.
Das heutige Dachwerk des Wienertores konnte dendrochronologisch in die Jahre 1734/36 datiert werden. Eine bereits 1736 erfolgte Ausbesserung des südlichen Teiles ist am ehesten mit dem Abfeuern eines im Dachgeschoß stehenden Geschützes in Zusammenhang zu bringen. Die Geschoßteilungen wurden in den 1760er Jahren erneuert und erhielten Unterzüge. Über eine Seilwinde konnten Lasten von der Torhalle bis in das Dachgeschoß hochgezogen werden. Auch das Fallgatter dürfte aus dieser Zeit stammen. Reste von Inschriften verweisen darauf, dass die oberen Geschoße des Tores im 18. Jahrhundert als Rüstkammer verwendet wurden.

## Sonstiges
Am 1. Februar 1960 brachte die Österreichische Post zu diesem Motiv eine Dauermarke der Briefmarkenserie Österreichische Baudenkmäler im Wert von 4 Schilling heraus.